# Placozoa
Placozoa é um filo de animais invertebrados primitivos, considerado por alguns zoólogos como o mais basal dos Metazoários. Outros o consideram como um forma modificada da fase planária dos cnidários. 
O filo Placozoa faz parte atualmente dos quatro filos com grau de construção corpórea de Metazoário, porém com afinidades incertas, juntamente com os Monoblastozoa, Rhombozoa e Orthonectida. Análises moleculares e morfológicas sugerem que os placozoários estão intimamente relacionados aos cnidários.
A única espécie conhecida do filo Placozoa é o Trichoplax adhaerens que tem forma achatada e aderente ao substrato. A espécie foi encontrada em 1883, num aquário marinho na Áustria, e é considerada o animal mais primitivo de todos os multicelulares. Outra espécie (Treptoplax reptans) foi descrita em 1896 e desde essa altura jamais foi registrada, levantando dúvidas sobre a sua real existência.
Seu corpo possui apenas 2 – 3 mm de diâmetro (semelhante a uma ameba) e milhares de células organizadas em uma simples placa de camada dupla. Não possui polaridade e nem simetria.
As células das camadas superiores e inferiores são diferentes quanto à forma, e existe ma orientação dorsiventral do corpo consistente em relação ao substrato. As células dorsais são achatadas, monociliadas e contêm pequenas gotas de lípidos. A maioria das células ventrais são monociliadas e colunares.
Acredita-se que o epitélio ventral é temporariamente invaginado para a alimentação desse animal. Esse fato suporta a ideia de que existem diferenças funcionais e estruturas entre a dupla camada de célula. Entre as 2 camadas do epitélio, existe uma camada com fluido, constituída por amebócitos mergulhadas em uma matriz gelatinosa para dar o suporte.
O Trichoplax é um metazoário diploblástico verdadeiro, sugerindo que o epitélio superior é homólogo a ectoderma, e o epitélio inferior homólogo a endoderme.

## Mobilidade
A sua locomoção é através dos cílios que estão localizados ao longo de uma superfície sólida. Os indivíduos mais jovens nadam, porém os maiores, rastejam.

## Alimentação
Acontece através da fagocitose de detritos orgânicos e não há evidências de digestão extracelular. O Trichoplax pode secretar enzimas digestivas sobre os alimentos dentro de uma bolsa digestiva ventral. Não possui coordenação nervosa.

## Reprodução
É assexuada por fissão do corpo inteiro em 2 indivíduos novos, e pelo processo de brotamento resultando vários indivíduos flagelados multicelulares que irão se transformas em um novo indivíduo.
Também é conhecido a reprodução sexuada que é observada por um período de desenvolvimento de divisões holoblásticas.
No mesênquima é possível ver os ovos, embora não se sabe de sua origem.
O DNA é muito pequeno com cerca de 100 Mb, e o número de cromossomas é seis, ficando atrás apenas do verme Parascaris equorum, que possui apenas 4 cromossomas.

## Relações evolutivas
Não há nenhum registro fóssil convincente dos Placozoa, embora na biota Ediacarana (Pré-Cambriano, a 550 milhões de anos atrás), organismo como o Dickinsonia pode ser aliado com este filo.
A classificação foi baseada em seu nível de organização: ou seja, eles não possuem tecidos ou órgão, então é inadequada para denominar como um clado. Um trabalho mais recente tem tentado classificá-las com base nas sequências de DNA no seu genoma, o que colocou o filo entre as esponjas e os Eumetazoa.

## Hipótese funcional – Morfologia
Por causa de sua estrutura simples, os Placozoa foram frequentemente vistos como um organismo modelo para a transição a partir de organismos unicelulares para os animais multicelulares (Metazoários) e sendo assim considerados um taxon associado a todos os outros Metazoários.
Trichoplax tem sido capturado em latitudes tropicais e subtropicais pelo mundo.
Se vários Trichoplax são postos no  mesmo lugar, eles interagem uns com os outros.